# Семен Скалозуб
Семен Скалозуб (? — 1600) — кошовий отаман (в деяких джерелах — гетьман) 1599 року, прославився морськими походами проти османів.

## Життєпис
Вперше Семен Скалозуб згадується в польських архівах як осавул низових козаків у 1598 році. Архівні матеріали свідчать, що він козакував ще з молодих літ і брав участь у всіх походах гетьмана Григорія Лободи як проти османів і кримських татар, так і проти поляків. За цей час він неодмінно мав прославитися в боях і походах, інакше у 1599 році його гетьманом би не обрали.
Окрім того, що славився завзяттям і відвагою, був він достатньо освіченим, розважливим, мав веселу вдачу, вмів повести за собою молодців та розвеселити товариство у найскрутніший час, що високо цінувалося у війську. Тож і прізвище отримав на Січі з молодих літ — Скалозуб, з ним і увійшов в історію.
Ставши гетьманом, Семен Скалозуб проголосив морський похід і відразу ж вирушив у Чорне море, де, за польськими архівами, «наробив туркам багато шкоди».
Цей похід — один із небагатьох, оспіваний в народній думі, що має в своїй основі, як уже доведено, історичні факти. Успішно пройшовши Дніпром і лиманом, флотилія Скалозуба зупинилася на косі Тендра на перепочинок і чекала попутного вітру. Там і зустрів Скалозуб старого гетьмана Самійла Кішку, що на османські галері вибирався з полону і мало її не потопив, «вибивши три дошки», бо прийняли її за ворожу.
Після зустрічі на Тендрі зі старим гетьманом Семен Скалозуб продовжив похід до османських берегів, маючи кінцевою метою османську фортецю Азов у Азовському морі.
Із часів Дмитра Вишневецького запорожці, здається, Азов не турбували, на разі підтверджень тому поки що не знайдено.
Початок походу був вдалим. Пройшовши вогнем і шаблею кримським узбережжям, козацька флотилія перетнула Чорне море і поруйнувала Анатолійське узбережжя, звідки вирушила до Керченської протоки.
Звістка, що козаки «морем гуляють», стривожила Стамбул, і на пошук козаків вирушила османська ескадра.
Невдача спіткала Семена Скалозуба в Керченській протоці, де вдень йому не вдалося уникнути бою з османським флотом. У кровопролитній битві стомлена довгим морським переходом козацька флотилія зазнала нищівної поразки.
Гарматним вогнем османи відтиснули козацькі чайки у малу затоку чим позбавили їх маневру. Проти важких галерних гармат козацькі фальконети були безсилі. Під сильним гарматним вогнем козаки спробували взяти галери на абордаж, але майже всі чайки були потоплені, більшість козаків загинула, чимало їх османи взяли в полон. Загинув і цій битві і сам Семен Скалозуб.
Лише кільком чайкам вдалося вирватися із того жорстокого бою і під покровом ночі відірватися від погоні. Вони і принесли на Січ сумну звістку про загибель гетьмана і його флотилії.
У цей важкий для запорожців час вони знову покликали на Січ Самійла Кішку, обравши його гетьманом.
Зібравши кілька тисяч козаків, старий гетьман вирушив у морський похід шукати Скалозуба з побратимами. Розбивши османський флот і взявши штурмом Синоп і Трабзон, козацька флотилія успішно повернулася на Січ, притягнувши з собою кілька галер з колишніми невільниками. Та Скалозуба серед них не було.
Коротким, але героїчним було життя нескореного лицаря України Семена Скалозуба. Він загинув у бою лицарською смертю за волю свого народу в найскладніший історичний час, коли багатьом здавалося, що українці як нація взагалі зникнуть.
Тож ім'я Семена Скалозуба має бути назавжди вписане в бойову історію вітчизняного флоту.
Уривок з думи про Самійла Кішку:
А у Тендрові-острові Семен Скалозуб
З військом на заставі стояв
Да на тую галеру поглядав.
До козаків словами промовляв:
"Козаки, панове-молодці!
Що сія галера чи блудить,
Чи світом нудить.
Чи много люду царського має.
Чи за великою добиччю ганяє?
То ви добре майте,
По дві штуки гармат набирайте,
Тую галеру із грозної гармати привітайте,
Гостинця їй дайте!

## Вшанування пам'яті
У місті Первомайськ провулок Генерала Павла Батова перейменували на провулок Семена Скалозуба.